# Willo Welzenbach
Wilhelm Welzenbach, detto Willo (Monaco di Baviera, 13 ottobre 1899 – Nanga Parbat, 14 luglio 1934), è stato un alpinista tedesco.

## Biografia
Nacque a Monaco di Baviera da una famiglia benestante, ma non ricca, che durante la guerra si trasferì per motivi professionali a Salisburgo. Qui Welzenbach ebbe modo, durante le vacanze estive, di frequentare le montagne del Salisburghese ed in particolare quelle attorno a Berchtesgaden.
Nel 1918, arruolato nell'armata giovanile, interruppe per breve tempo i suoi studi ma l'armistizio gli evitò la trincea. Poté quindi tornare a studiare iscrivendosi all'Università tecnica di Monaco, dove si laureò in ingegneria civile nel 1924. Ancora giovane fu ammesso al Club Alpino Accademico Tedesco dove poté conoscere altri coetanei alpinisti ed accrescere la sua già consolidata esperienza di rocciatore maturata soprattutto lungo le pareti del Fleischbank e del Totenkirchl.
Nel frattempo cominciò a costruirsi una solida posizione che, più avanti, nonostante le gravi condizioni economiche della Germania post-bellica, gli consentì di dedicarsi all'alpinismo con incredibile costanza. Per le sue qualità professionali e tecniche conseguì brillantemente anche il dottorato con una tesi sulla stratigrafia dei depositi nevosi e sui meccanismi di movimento delle masse nevose, la quale gli consentì di frequentare ulteriormente l'ambiente alpino.
Preciso ed affidabile sul lavoro, si rivelò anche alpinista di grande spessore tecnico e di grande maturità. Le relazioni pubblicate nella rivista del Club Alpino rivelano una grande obiettività e una prosa asciutta che non cede ai toni spesso drammatici e romanzeschi di altri contemporanei. Fu un ottimo capocordata su pareti prima inviolate che affrontò tuttavia con grande prudenza ma con altrettanta decisione sapendo dosare nel giusto modo coraggio e previdenza, sapendo distinguere il momento dell'azione decisa da quello della prudente attesa per condizioni migliori. Fu diuturna: 949 cime raggiunte e 43 prime ascensioni.
La sua attività fu interrotta brevemente per una fastidiosa quanto misteriosa malattia che lo lasciò leggermente menomato al braccio destro. Le più accreditate fonti dell'epoca parlano di una forma minore di tubercolosi ossea che aveva già colpito Welzenbach da giovane. Tuttavia alcune operazioni ben riuscite ed una degenza in un sanatorio svizzero gli consentirono un recupero pressoché totale nonostante in quel periodo (1926-1927) fu costretto a rinunciare ad una spedizione himalaiana.
Fu un grande innovatore della tecnica alpinistica: pur eccellendo in tutti i terreni fu soprattutto un grande ghiacciatore che per primo, nel 1924, utilizzò i chiodi da ghiaccio. Questo nuovo tipo di chiodo, derivato da quelli da roccia, gli consentì ascensioni prima di allora impensabili, garantendogli possibilità di assicurazione su tratti altrimenti impossibili da attrezzare. L'esordio dei chiodi da ghiaccio avvenne appunto nel 1924 per la scalata della parete nord del Grosses Wiesbachorn (3564), in Austria, nel Gruppo degli Alti Tauri.
Con Frizt Rigele, che forgiò materialmente i nuovi chiodi, salì l'impegnativa parete con elegante progressione intagliando un numero elevatissimo di gradini su cui poggiare la punta dei ramponi. Purtroppo, all'epoca di Welzenbach i ramponi erano ancora a 8 punte, cioè privi delle punte frontali: tale conquista tecnica avvenne solo nella seconda metà degli anni trenta, dopo la prematura morte del forte ghiacciatore.
Sebbene la storia non si possa fare con i se e con i ma è indubbio il fatto che se ne fosse stato in possesso probabilmente le sue ascensioni sarebbero state ancor più ardite ed eleganti e forse avrebbe potuto programmare ascensioni che, proprio per la sua già citata previdenza, giudicò all'epoca ancora premature, come ad esempio la repulsiva parete nord dell'Eiger.
La carriera di Welzenbach continuò con un numero di ascensioni ragguardevoli risolvendo problemi alpinistici fra i più noti dell'epoca: molte pareti nord dell'Oberland bernese come ad esempio la impegnativa Fiescherwand, ovvero la nord del Gross Fiescherhorn. Da ricordare poi un'altra ascensione che sfiorò l'epico e che contribuirà, secondo alcuni suoi detrattori, a spiegare certi suoi atteggiamenti che vedremo più avanti. Si tratta dell'ascensione dei Grands Charmoz, nel gruppo del Bianco, dove con Willy Merkl (altro personaggio che avrà un ruolo importante nell'epilogo tragico della carriera di Welzenbach) sopportò tre durissimi bivacchi in mezzo alla tempesta.

### L'ultima spedizione e la morte

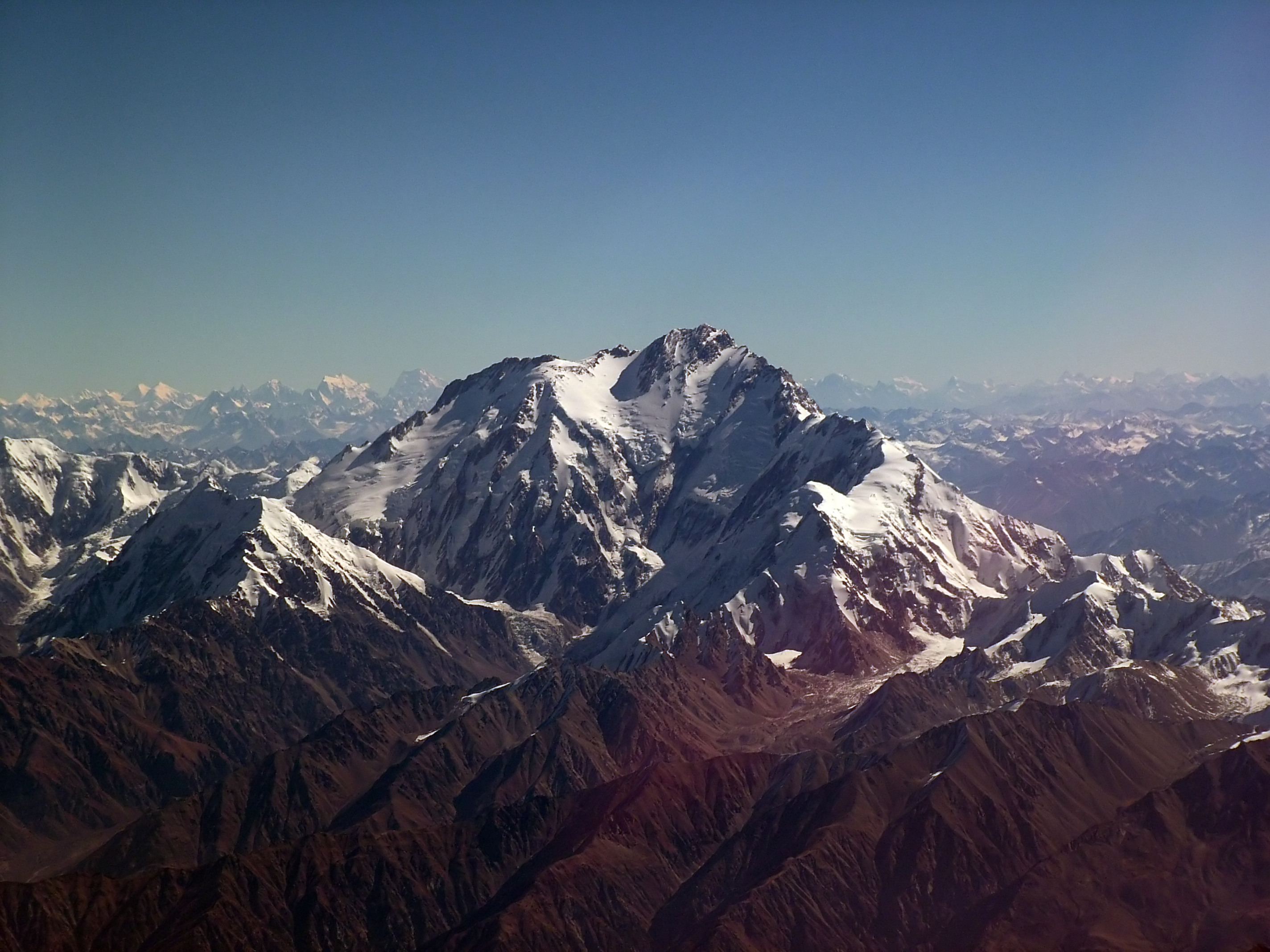
Il Nanga Parbat, la nona montagna più alta del mondo

Nel 1934 fu selezionato per la spedizione tedesca sul Nanga Parbat. Capo della spedizione, patrocinata dal governo tedesco, fu Willy Merkl, amico dello stesso Welzenbach. Nonostante avesse al suo fianco valenti alpinisti Merkl non seppe condurre con sufficiente professionalità la spedizione, non dimostrandosi un capo severo ma giusto. Spesso capriccioso, dette ordini che oggi si possono giustificare solo per la scarsa conoscenza dell'ambiente himalaiano e delle reazioni del corpo umano a quelle condizioni.
Nel complesso però non vi fu primodonnismo e, sebbene innegabile la valenza nazionalistica della spedizione (cosa che peraltro fu prerogativa di ogni altra nazione che si proponeva scalate himalaiane, prima e dopo), non vi furono pastoie burocratiche: l'elefantiaca spedizione pagò solo per l'inesperienza generale e la parziale inadeguatezza del capospedizione. Vi furono ritardi nell'assalto alla cima che fecero giungere i monsoni di inizio luglio proprio mentre Merkl, Welzenbach, Aschenbrenner, Schneider e Wieland erano pronti a sferrare il decisivo attacco alla montagna.
Dopo diverse peripezie e quasi una settimana di violenta tempesta che tenne sotto scacco gli alpinisti, chiusi nelle loro tende a oltre 7000 metri di altezza con temperature interne prossime ai – 30°, Welzenbach morì per una polmonite nel luglio del 1934 in quanto ritardò la discesa confidando in un miglioramento del tempo; solo dopo il suo decesso ebbero inizio i disperati tentativi di forzare la via verso i campi inferiori dove ancora si trovavano viveri e generi di conforto. Questo atteggiamento, quando forse avrebbe potuto già da prima tornare ai campi inferiori, è stato ricondotto alla presunta eccessiva fiducia nei propri mezzi e nella propria resistenza maturata, non ingiustificatamente, in anni di impegnative ascensioni, quale quella già citata ai Grands Charmoz.
Welzenbach ci lascia quindi i chiodi da ghiaccio e, ultima ma non per importanza, la base della moderna classificazione delle difficoltà alpinistiche (la cosiddetta scala Welzenbach), risultato della sua meticolosità e preparazione non solo atletica e tecnica ma anche teorica: ancor oggi, sebbene conosciuta come scala UIAA viene ripresa quella proposta da Welzenbach. Welzenbach la ideò su sei gradi, per l'epoca la massima difficoltà raggiungibile.